# Montagne d'Alaric
De Montagne d'Alaric is een kleine bergketen in het Franse departement Aude, in de streek de Corbières, waarvan het een gedeelte van de noordelijke grens vormt. Door het hoogteverschil met het omliggende land is de keten een markant punt in het landschap dat van veraf te zien is. Op de noordelijke hellingen ligt het wijngebied met dezelfde naam.
De keten is zo'n 20 kilometer lang. Het hoogste punt is het Signal d'Alaric, met een hoogte van 600 meter. Andere pieken zijn  le roc de l'Aigle (527 m), Miramont (507 m) en le rocher de Belaussel (437,9 m). Ten zuiden van het berg ligt het massief van de Corbières en ten noorden de vlakte van de Aude.
De berg dankt zijn naam aan de Visigotische koning Alarik I. De legendes die zijn naam aan de berg verbinden lopen uiteen. Zo wordt er gezegd dat de naam afgeleid is van de invasie van de Visigoten in het gebied in 412 en volgens de overlevering veroverden zij het gebied in een veldslag die aan de zuidzijde van de berg geleverd zou zijn. Andere overleveringen zeggen dat Alarik I in een grot in de berg begraven zou zijn. Vandaag de dag vinden geschiedkundigen dit echter zeer onwaarschijnlijk en denken dat het om Alarik II zou kunnen gaan, hoewel ook dat niet zeer waarschijnlijk lijkt.